# Máximo Perrone
Máximo Perrone (ur. 7 stycznia 2003 w Buenos Aires) – argentyński piłkarz pochodzenia hiszpańskiego występujący na pozycji defensywnego lub środkowego pomocnika, od 2024 roku zawodnik włoskiego Como.
23 stycznia 2023 podpisał pięcioipółletni kontrakt z Manchesterem City.